# Diaspora indienne en France
 (novembre 2020).
La diaspora indienne en France est peu nombreuse contrairement à d'autres pays asiatiques comme la Chine. 

## Histoire
La diaspora indienne est estimée à 65 000 personnes en métropole en l'an 2000, soit quatre fois moins que la diaspora chinoise (entre 250 000 et 300 000 individus). Cela dit, les Indiens ont toujours une présence particulière, notamment dans la France d'outre-mer, faisant ainsi l'une des communautés à la croissance la plus rapide de France. Cependant, aucun chiffre exact n'est disponible sur le nombre total des personnes d'origine indienne vivant en France, incluant les enfants d'origine indienne mais nés en France ou hors d'Inde et ayant majoritairement la nationalité française, car la France ne demande pas l’origine ethnique ou nationale de ses citoyens.
Historiquement, Saint Sévère, prêtre indien, s'est installé à Vienne au Ve siècle. La majorité des Indiens de France sont d'origine tamoule. Plus précisément, ils sont originaires de l'État du Tamil Nadu et du territoire de Pondichéry dans le sud-est de l'Inde.
Les Indo-Mauriciens (environ 60 000 Mauriciens en France) occupent une place singulière au sein de ces diasporas, par leur identité au carrefour d’influences culturelles, et leurs liens historiques avec la France. En outre, il y a des artistes, écrivains, ingénieurs, informaticiens, journalistes, chercheurs, étudiants, professeurs, traducteurs, interprètes, éditeurs, cinéastes, scientifiques, des experts de yoga et d'ayurveda et ainsi de suite. Ces quelques milliers d'expatriés ou résidents indiens sont venus en France de différentes parties de l'Inde pour des raisons culturelle, professionnelle, ou autre.
Ils sont les « moteurs » du cricket en France, où les acteurs de ce sport (majeur en Inde, mais confidentiel en France), joueurs, clubs, fédération, sont essentiellement d'origine indienne.
Que ce soit les Indiens ou les Indo-mauriciens, en France, un certain nombre (non-révélés par les services consulaires indiens) disposent de la Citoyenneté indienne d'Outre-Mer.
En 2018, la diaspora indienne est estimée à 190 000 personnes en métropole.